# أسامة السليم
أسامة سليم السليم لاعب كرة قدم سعودي ، يلعب في الدفاع في نادي هجر.

## مسيرة اللاعب
مثل سابقاً نادي الاتفاق ونادي الكوكب ونادي الخليج ونادي الثقبة ونادي ضمك والنادي العربي ونادي النهضة ونادي النعيرية ونادي هجر.

## روابط خارجية
- أسامة السليم على موقع قاعدة بيانات كرة القدم.إي يو (الإنجليزية)
- أسامة السليم على موقع Soccerway.com (الإنجليزية)